# Klimatski elementi i modifikatori
Fizikalne su značajke atmosfere određene nizom veličina među kojima su promijenjive, dok su druge relativno stabilne, tj. sporo se mijenjaju (u usporedbi s prosječnim ljudskim životnim vijekom). Veličine koje utječu na klimu određenog prostora dijele se na: klimatske elemente i klimatske modifikatore.

## Klimatski elementi
Klimatski elementi stalno se mijenjaju pod utjecajem klimatskih faktora pa se ovi posljednji nazivaju i modifikatori. Niti jedan dio Zemljine površine nema istovjetne klimatske faktore jer klima pojedinih područja Zemljine površine nije određena samo općom cirkulacijom atmosfere. Primjerice, ako je radijacija nad određenom površinom istog intenziteta klimatski elementi će ovisiti o brojnim značajkama te površine (mineraloški sastav stijena, nagib padine, biljni pokrov, vodena površina, ekspozicija padina i dr.). Konkretno, što je kut upada Sunčevih zraka veći to je i intenzitet Sunčeve radijacije veći.
Pojedini se klimatski elementi mogu mijenjati periodično i neperiodično, pa su takve i promjene vremena. Periodične promjene klimatskih elemenata jesu promjene s razmjerno pravilnom izmjenom vrijednosti tijekom određenog razdoblja npr. tijekom dana ili godine. Klimatski elementi imaju tako relativno pravilni dnevni i godišnji hod vrijednosti.
Neperiodične promjene klimatskih elemenata nisu pravilne. Prosječni dnevni i godišnji hod mogu se znatno izmijeniti poradi naglih smjena zračnih masa, prolaska fronta te pojavom ciklonalnih i anticiklonalnih poremećaja te drugih poremećaja i nepogoda). Neperiodične su promjene osobito česte u umjerenim geografskim širinama, pa je u tom dijelu Zemljine površine u kojem se nalazi najveća koncentracija naseljenosti i društveno-gospodarskih aktivnosti, od posebne važnosti točno prognoziranje vremena (sinoptička meteorologija).
Klimatski su elementi promjenjivi, dok su klimatski faktori (relativno) stabilni.
Klimatski su elementi sljedeći:
1. radijacija (dugovalna i kratkovalna)
2. temperatura zraka i površine Zemlje
3. tlak zraka
4. smjer i brzina vjetra
5. vlaga zraka i evaporacija (isparavanje)
6. naoblaka i trajanje sijanja Sunca
7. padaline
8. snježni pokrivač

Kombinacijom navedenih klimatskih elemenata mogu se dobiti novi klimatski elementi.

## Klimatski modifikatori
Klimatski faktori (modifikatori) jesu geografske (terestričke) i kozmičke prirode. Najvažniji su sljedeći klimatski faktori:
1. rotacija Zemlje
2. revolucija Zemlje
3. geografska širina
4. atmosfera
5. raspodjela kopna i mora na Zemlji
6. reljef: nadmorska visina, nagib padina, ekspozicija padina
7. udaljenost od mora (maritimnost i kontinentalnost)
8. morske struje (tople i hladne)
9. vrste tla
10. biljni pokrov
11. jezera
12. čovjek (složeni antropogeni utjecaji)[1]

Kada ne bi postojali brojni terestrički klimatski modifikatori, već samo kozmički, tj. astronomsko-geografski (rotacija i revolucija Zemlje, geografska širina), tj. kada bi površina Zemlje bila homogena, klima bi ovisila isključivo o kutu upada Sunčevih zraka. Takva klima bila bi matematička ili solarna (Sol, -is = Sunce). Takvom su klimu Zemlje smatrali stari Grci, a otud i sam pojam klíma od grčke riječi klínō (nagnuti, od kuta upada Sunčevih zraka). Prema tom hipotetskom modelu bilo bi moguće izračunati i predvidjeti vrijednosti pojedinih klimatskih elemenata, a to znači da bi se mogle izrađivati dugoročne vremenske prognoze, ali i utvrditi klimu prošlih razdoblja.
Na mehanizam atmosferskih procesa utječu brojni klimatski modifikatori pa je on kompleksan i velikim dijelom nepredvidljiv. Postoje znatne regionalne razlike, bez obzira na geografsku širinu, gotovo svaki cm2 Zemljine površine ima svoju klimu. Stvarna se klima Zemlje stoga naziva realna ili terestrička (terra, -ae, = Zemlja).
Što je dio površine Zemlje manji to klima tog prostora više odstupa od hipotetskog modela solarne klime.